# Raionul Zalișciîkî, Ternopil
Zalișciîkî (în ucraineană Заліщицький район, transliterat: Zalișciîțkîi raion) este un raion în regiunea Ternopil, Ucraina. Reședința sa este orașul Zalișciîkî.

## Demografie
Componența lingvistică a raionului Zalișciîkî
     Ucraineană (99,47%)
     Alte limbi (0,5%)
Conform recensământului din 2001, majoritatea populației raionului Zalișciîkî era vorbitoare de ucraineană (99,47%), existând în minoritate și vorbitori de alte limbi.